# Lavshuca
Lavshuca（ラヴーシュカ）は、カネボウ化粧品のセルフメイクアップブランド。2015年12月31日をもって生産終了となっている。
ハートマークにLのアルファベットが描かれているロゴが特徴。「v」の部分はハート型になっている。現在のイメージキャラクターにはPUFFYを起用。CM「Lav Float篇」では「オトメモリアル」が流れ、そのほかにもポスターや公式ウェブサイトのモデルを担当した。発売開始の2006年は、モデルのジュリアナが起用されていた。
アイライナーやマスカラなどの目の周辺から口紅、ネイル、リップライナーやチークと、顔や手先に関連する化粧品が主体。特にピンク色を基調とする等、赤めの色が比較的多くみられる。季節ごとのキャンペーンやコレクションで新作が出され、商品ラインナップは店頭やホームページ上で閲覧することができる。2007年には元イエロー・モンキーのボーカル、吉井和哉が作曲したPUFFYの曲「くちびるモーション」が使用されたCMも放送された。
販売促進の一環として、リキッドファンデーションが雑誌に付録として付けられ、メイクアップDVDをリリースし、新商品発表会「Lavshuca Night」を開催するなど、メディアを駆使した販売戦略が繰り広げられている。また、雑誌「Style」や「GISELe」など、女性誌をはじめとする数多くの冊子で特集を組まれるなど取り上げられている。

## 主な商品

### ポイントメイク
- アイカラーセレクト（アイシャドー）
- アイブロウペンシル
- シャイニーリキッドアイライナー
- ジュエリップス（口紅）
- シャイニーマスカラ

### ベースメイク
- フェイスパウダー
- ルースパウダーファンデーション
- スティックコンシーラー